# Пратт, Джордж Чарльз, 2-й маркиз Кэмден
Джордж Чарльз Пратт, 2-й маркиз Кэмден (англ. George Charles Pratt, 2nd Marquess Camden; 2 мая 1799 — 6 августа 1866) — британский пэр и политик-тори, титулованный виконт Бейхэм с 1799 по 1812 год и граф Брекнок в 1812—1840 годах.

## Биография
Родился 2 мая 1799 года на Арлингтон-стрит в Лондоне. Единственный сын Джона Пратта, виконта Бейхэма (1759—1840), старшего сына Чарльза Пратта, 1-го графа Кэмдена (1714—1794). Его матерью была Фрэнсис Молсуорт (1756/1759 — 1829), дочь Уильяма Молсуорта (1732—1762) из Уэмбери (Девон), второго сына сэра Джона Молсуорта, 4-го баронета (1705—1766).
С 1810 по 1815 году он учился в Итонском колледже (Виндзор, графство Беркшир). Заем он продолжил учебу в Тринити-колледже (Кембриджский университет), который закончил в 1819 году со степенью магистра искусств.
В 1821 году граф Брекнок был избран членом Палаты общин Великобритании от Лангершолла, затем от Бата в 1830 году и, наконец, от Данвича в 1831 году. Он также был лордом Адмиралтейства с 1828 по 1829 год.
8 января 1835 года, еще при жизни своего отца, Джордж Чарльз Пратт был вызван в парламент с титулом 3-го барона Кэмдена из Кэмден-Плейс в Чизлхерсте (графство Кент).
8 октября 1840 года после смерти своего отца он унаследовал титулы 2-го маркиза Кэмдена, 3-го графа Кэмдена, 2-го графа Брекнока и 3-го виконта Бейхэма из Бейхэм-Эбби (графство Сассекс).
В январе 1846 года маркиз Кэмден был награжден Орденом Подвязки, а с 1865 по 1866 год он занимал должность лорда-лейтенанта Брекнокшира.
2-й маркиз Кэмден скончался в своем загородном поместье, Бейхэм-Эбби, недалеко от Танбридж-Уэллса 6 августа 1866 года, несколькими днями ранее председательствовав на ежегодном собрании Археологического общества Кента в Эшфорде. 13 августа 1866 года он был похоронен в деревне Сил, графство Кент. Его титулы перешли к его старшему сыну Джону, графу Брекноку.

## Семья
27 августа 1835 года Джордж Чарльз Пратт женился на Гарриет Мюррей (6 февраля 1813 — 22 декабря 1854), дочери Джорджа Мюррея (1784—1860), епископа Рочестерского, и леди Сары Мэри Хэй-Драммонд (? — 1874). Его жену позже сделали леди опочивальни. У супругов родилось одиннадцать детей, из которых наиболее известны:
- Джон Чарльз Пратт, 3-й маркиз Кэмден (30 июня 1840 — 4 мая 1872), старший сын и преемник отца
- Подполковник лорд Джордж Мюррей Пратт (14 января 1843 — 14 октября 1922), женат с 1879 года на Достопочтенной Шарлотте Харман Итон (? — 1928), от брака с которой у него не было детей.
- Подполковник лорд Чарльз Роберт Пратт (31 июля 1847 — август 1905), женат с 1881 года на Флоренс Мэри Стивенсон (? — 1930), от брака с которой у него было четверо детей.